# Enicoscolus dolichocephalus
Enicoscolus dolichocephalus är en tvåvingeart som beskrevs av Hardy 1961. Enicoscolus dolichocephalus ingår i släktet Enicoscolus och familjen hårmyggor. Inga underarter finns listade i Catalogue of Life.